# Clepsicosma iridia
Clepsicosma iridia is een vlinder uit de familie van de grasmotten (Crambidae). De wetenschappelijke naam van de soort is voor het eerst gepubliceerd in 1888 door Edward Meyrick.
De soort komt voor in Nieuw-Zeeland.